# 臨時客
臨時客（りんじきゃく）とは、平安時代に年始に摂関・大臣の邸宅において、親王・公卿以下を迎えて行った饗宴のこと。通常は正月2日に行われた。

## 概要
類似の行事として、より公式の色が強い大臣大饗があり、作法なども共通している。だが、尊者を迎える請客の儀式や朝廷から蘇甘栗を下賜される儀式などが省かれ、藤氏長者が大饗では用いる朱器台盤も登場しない。また、饗宴の実施場所も大饗は母屋で行うのに対し、臨時客は庇で行われる。これは臨時客は正月に臨時に訪問してきた来客に対応するという体裁で実施されるもので、毎年必ず実施されるものでもなかった。開始時期は不明だが、藤原師輔の『九暦』に天徳4年（960年）に正月2日・3日に兄実頼と自身が相次いで臨時客を開いた記事があるのが、記録に残る最古の部類である。
平安時代後期になると、摂関家以外では行われなくなり、かつ大饗の代替としての要素が強くなった。中世になるとほとんど行われなくなり、室町時代に一条兼良が著した『公事根源』では、すでに廃絶していることが記されている。